# Hermann von Paucker
Pour les articles homonymes, voir von Paucker.
 (décembre 2023).
Si vous disposez d'ouvrages ou d'articles de référence ou si vous connaissez des sites web de qualité traitant du thème abordé ici, merci de compléter l'article en donnant les références utiles à sa vérifiabilité et en les liant à la section « Notes et références ».
Hermann Julius Georg von Paucker (russe : Герман Егорович Паукер), né le 12 octobre 1822 à Mitau et mort le 29 mars 1889 à Saint-Pétersbourg est un lieutenant général, homme d'État et ingénieur militaire russe. Il est un illustre professeur de l'École d'ingénierie de Saint-Pétersbourg.

## Biographie

### Origine et famille
Hermann est issu d'une famille bourgeoise germano-balte instruite qui est entrée dans la noblesse russe par divers postes. Son père est le professeur principal de Courlande, astronome et mathématicien Magnus Georg Paucker (1787-1855) et sa mère est Anna Christina Wilhelmine von Baggehufwudt  († 1835). Il a deux frères : le philologue classique Karl von Paucker (1820-1883) et le capitaine de premier rang Adolf von Paucker (1824-1875). Lui-même est resté célibataire et n'a laissé aucun enfant.

### Carrière
À 12 ans, il intègre le lycée de Mitau où il reste jusqu'en 1837. En 1838, Hermann intègre l'École supérieure des Ingénieurs militaires de Saint-Pétersbourg en même temps que Dostoïevski. En 1842, a à peine vingt ans, il donne ses premières conférences sur le calcul différentiel. La même année, il est promu lieutenant-ingénieur et répétiteur. En tant que capitaine d'état-major, il se rend à Paris de 1847 à 1848 pour y étudier. En 1850, Paucker devient professeur agrégé d'arts du bâtiment à l'école d'ingénierie. Il se plonge dans l'étude de la chimie afin d'apporter des explications scientifiques aux problématiques de construction qui sont en lien avec cette discipline. Il publie des articles sur la production de chaux, de ciment, de briques, etc. Il s'implique également dans des travaux pratiques, testant des matériaux de construction et développant des compositions de mastic pour protéger des structures monumentales. En 1852, il devient professeur adjoint de construction de bâtiments à l'école d'ingénieurs et participe à la construction du palais des grands-ducs Nicolas et Mikhaïl. Il est promu lieutenant-colonel en 1856 et colonel en 1858. En 1859, Paucker devient directeur général du Comité pour la surveillance des forteresses de la Baltique et de la mer Noire. À ce titre, il fait construire la batterie terrestre alors exemplaire sur le détroit de Kertch. À partir de 1860 et jusqu'en 1866, il est inspecteur des classes à l'Académie du génie Nicolas. En 1866, il est promu professeur de mécanique et major général. En 1876, il prend sa retraite en tant que professeur et est dans le même temps promu lieutenant général.
Il est membre honoraire de l'Institut technologique pratique à partir de 1880, membre du Conseil de guerre à partir de 1882, membre honoraire de l'Académie des sciences de Saint-Pétersbourg en 1883 et enfin membre du Reichsrat à partir de 1888. En 1887, Paucker est nommé président de la commission chargée d’un examen détaillé du chemin de fer transcaspien. En plus de l’inspection du chemin de fer transcaspien, Paucker a inspecté un ancien barrage sur le Murghab et a clairement souligné son importance, ce qui a contribuera à sa restauration. En novembre 1888, il est nommé ministre des transports de l'Empire russe, poste qu'il occupe jusqu'à sa mort des suites d'une pneumonie le 29 mars 1889.
Il a reçu une reconnaissance particulière pour la construction des crémaillères de la tour de l'église-forteresse Pierre et Paul et pour l'agrandissement de la coupole du palais impérial de Tsarskoïe Selo, qui a été détruite par un incendie.

### Mort
Le 29 mars 1889, il décède d'un pneumonie à son domicile moins de cinq mois après sa prise de fonction au ministère et son admission au conseil d'État. Il est enterré au cimetière luthérien de Saint-Pétersbourg le 3 avril de la même année. En 1891, le professeur Kirpichev publie son livre : « Mécanique des structures. Cours de l’Académie d’ingénierie Nikolaïev » à titre posthume.

## Publications

### Ouvrages
- 1891 : Mécanique des structures. Cours de l’Académie d’ingénierie Nikolaïev

## Distinctions
- Ordre de Sainte-Anne (1re classe)
- Ordre de l'Aigle blanc
- Ordre de Saint-Stanislas (1re classe)
- Ordre de Saint-Vladimir (2nde classe)
- Ordre de Saint-Alexandre Nevski